# Joop Wijn

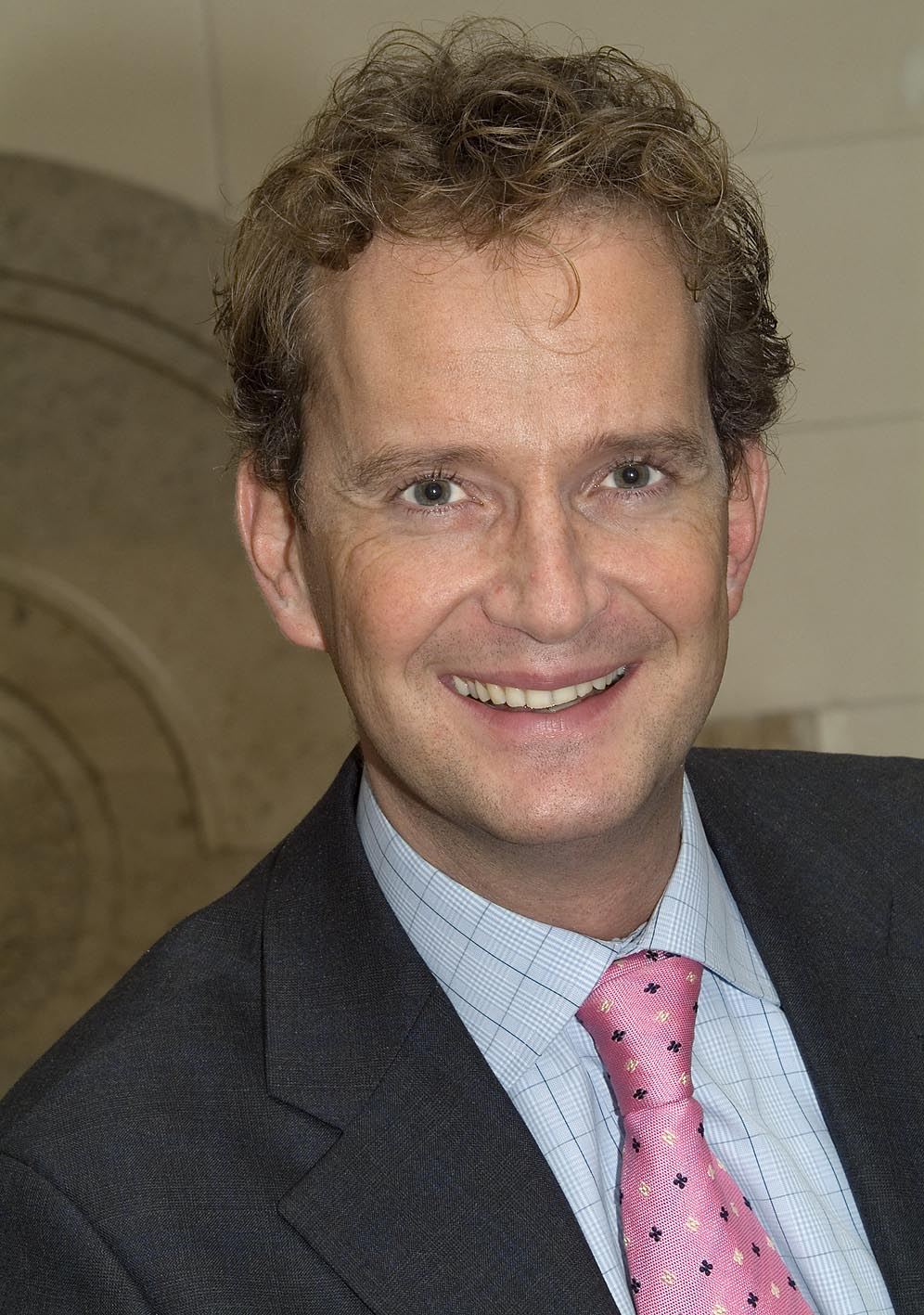
Joop Wijn

Joop Wijn (* 20. Mai 1969 in Haarlem) ist ein niederländischer Politiker. Wijn war Wirtschaftsminister im Kabinett Balkenende III. Er ist Mitglied des Christen-Democratisch Appèl (CDA).

## Leben
Nach seiner Schulausbildung studierte Wijn an der Universität von Amsterdam Wirtschaftswissenschaften sowie Rechtswissenschaften. Während seines Studiums begann er zwischenzeitlich für das Unternehmen Royal Dutch Shell in Jakarta, Indonesien zu arbeiten. Des Weiteren arbeitete er während des Studiums als Lehrer für Ökonomie und startete eine eigene Agentur. Wijn erreichte 1994 an der Universität in beiden Studiengängen einen Master als Abschluss. Er erhielt eine berufliche Anstellung bei der Bank ABN Amro als Investmentmanager.
1998 wurde er Abgeordneter des niederländischen Parlaments, der Zweiten Kammer der Generalstaaten. Wjn arbeitete als Abgeordneter in den Themenfeldern öffentliche Finanzen, Kleinunternehmertum sowie Immigrationspolitik. Wijn gehörten innerhalb seiner Partei der Christen-Democratisch Appèl zu den wenigen Abgeordneten, die die Zulassung der gleichgeschlechtlichen Ehe befürworteten.
Die Debatte hierüber verursachte Spannungen zwischen seinem Privatleben und seiner politischen Präferenzen, da Wijn offen schwul lebt.
Im Juli 2002 wurde Wijn im Kabinett Balkenende I Staatssekretär im niederländischen Wirtschaftsministerium und erhielt die Verantwortung für den Außenhandel. Im Kabinett Balkenende II wurde Wijn Staatssekretär im Finanzministerium. Im Kabinett Balkenende III war Wijn Wirtschaftsminister. Im Kabinett Balkenende IV war Wijn nicht mehr in der Regierung vertreten. Nachfolgerin von Wijn als Wirtschaftsminister wurde 2007 die Politikerin Maria van der Hoeven, eine Abgeordnete der Christen-Democratisch Appèl, die im Kabinett Balkenende II zuvor Bildungsministerin gewesen war.